# Panamá en los Juegos Olímpicos de México 1968
Panamá estuvo representado en los Juegos Olímpicos de México 1968 por un total de 16 deportistas masculinos que compitieron en 3 deportes.
El equipo olímpico panameño no obtuvo ninguna medalla en estos Juegos.